# Lotus 56
La Lotus 56 è stata una vettura con turbina a gas progettata da Maurice Philippe per partecipare alla 500 Miglia di Indianapolis del 1968. La Lotus 56B, derivata dalla Lotus 56, è stata la prima ed unica vettura di Formula 1 ad utilizzare un motore a turbina alimentato a kerosene. Portata in pista dalla casa automobilistica Lotus Cars nel 1971 non ottenne però notevoli successi e il progetto fu abbandonato nello stesso anno.

## La vettura
Il progetto iniziale venne sviluppato per la partecipazione alla 500 Miglia di Indianapolis del 1968 dove venne condotta dai piloti Graham Hill, Joe Leonard e Art Pollard. Non si trattava della prima vettura a turbina a prendere parte alla competizione: già nel 1966 aveva corso la Demler Special, dotata di una turbina General Electric, e nel 1967 aveva corso la STP-Paxton Turbocar con una turbina Pratt & Whitney ST6B.
La Pratt & Whitney fornisce una turbina ST6B-70, derivata dal Pratt & Whitney Canada PT6, in grado di erogare una potenza regolabile tra i 450 e 500 CV abbinata ad un sistema di trasmissione Ferguson che consente la trazione sulle quattro ruote. Questo sistema sfrutta una scatola di trasmissione centrale a catena Morse, situata dietro il sedile del pilota, che riceve il moto dalla turbina e assicura la trazione alle quattro ruote tramite due alberi di trasmissione e due differenziali. Il rapporto di trasmissione tra l'asse anteriore e quello posteriore era ripartito con un valore di 50/50 che venne successivamente modificato con un rapporto di 45/55.

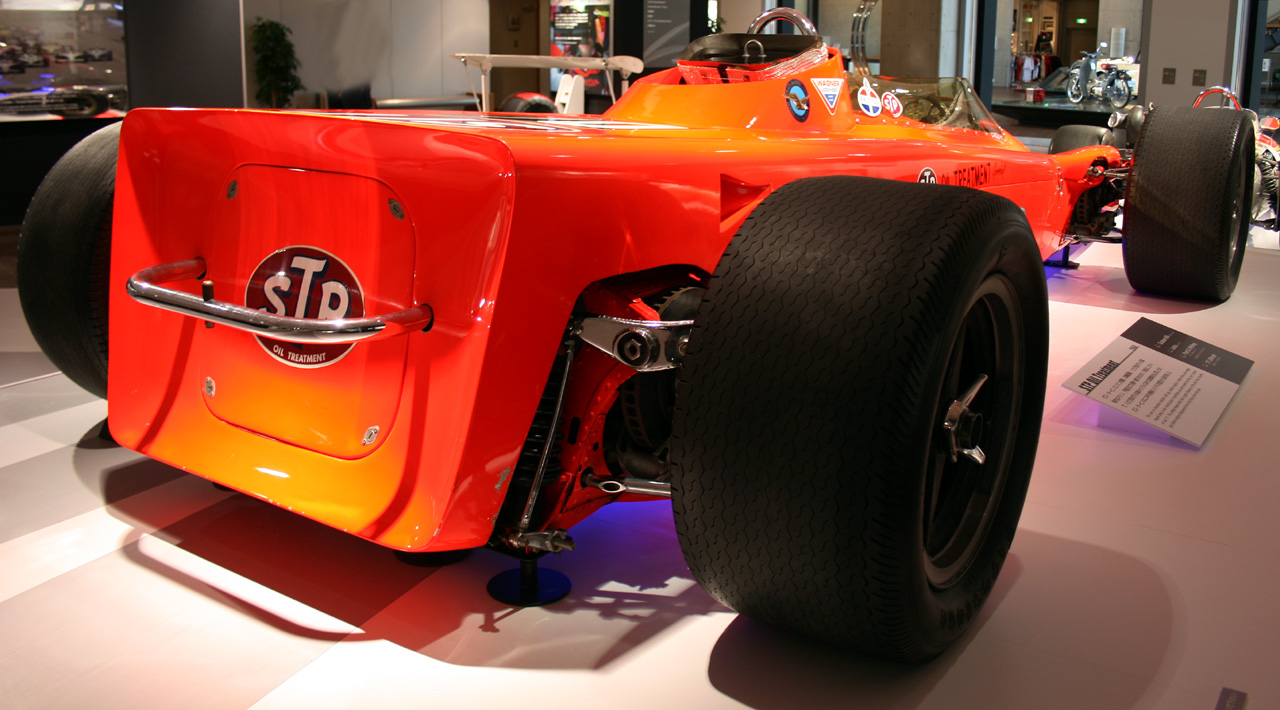
Vista posteriore

Il telaio del tipo a monoscocca era costituito da una vasca realizzata con pannelli in lega leggera, che si estende anche ai lati del motore. Le sospensioni erano con triangoli sovrapposti e gruppi molla-ammortizzatore posti in posizione verticale e montati in-board.
L'impianto frenante, montato al pari delle sospensioni in posizione in-board, è dotato di dischi Girling da 260 mm di diametro abbinati a pinze a due pistoncini montate inferiormente.
La vettura utilizzava cerchi in lega e pneumatici Firestone appositamente realizzati e caratterizzati da misure anteriori e posteriori di 9"x 15". Presentava un passo di 2.550 mm, una carreggiata, sia anteriore che posteriore, di 1560 mm, e aveva un peso di 630 kg.

## Carriera agonistica
Nei programmi una delle vetture doveva essere affidata a Jim Clark che perì in una gara di Formula 2 prima di poterla portare in gara. Durante le prove in vista della competizione anche il pilota destinato a sostituire Clark, Mike Spence, venne coinvolto in un incidente che lo portò alla morte dopo l'urto con uno dei muretti della pista.
Tre vetture presero il via della gara di Indianapolis, di cui due nelle prime due posizioni della griglia di partenza. Nessuna delle monoposto riuscì a concludere la gara, che avevano condotto in testa per qualche tempo, a causa di un incidente causato dalla perdita di una ruota della vettura di Hill e dalla rottura degli alberi delle pompe del carburante sulle altre due monoposto.

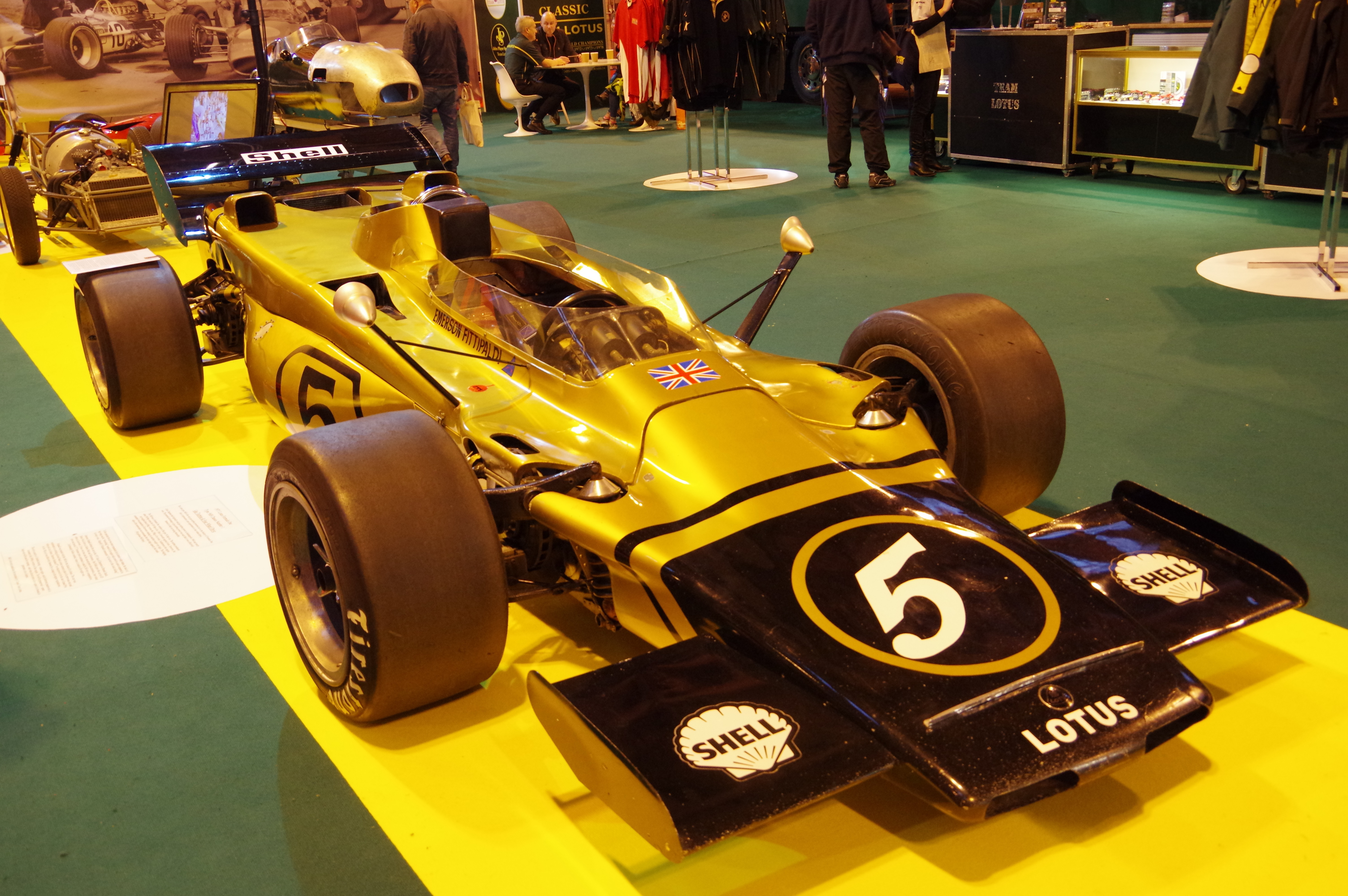
La Lotus 56B di Fittipaldi

Dopo la decisione dello United States Auto Club di vietare l'uso delle turbine nella gara statunitense, la vettura venne adattata, come Lotus 56B, ai regolamenti della Formula 1 e durante la stagione 1971 fu guidata in tre gare da Dave Walker, Reine Wisell e Emerson Fittipaldi. La vettura, che si differenziava dal modello originale per l'uso di alettoni e di serbatoi di capacità maggiore, non fu molto competitiva e a fine stagione venne sostituita dalla Lotus 72C e dalla Lotus 72D.
La vettura, usata in poche occasioni, non riuscì ad aiutare il team a difendere il titolo costruttori e il titolo piloti che deteneva e non riuscì ad ottenere punti. Il miglior piazzamento dell'anno fu un secondo posto ottenuto da Fittipaldi con la Lotus 72. Il miglior risultato della Lotus 56B fu l'ottavo posto conquistato al Gran Premio d'Italia 1971, dove peraltro non corse sotto le insegne dirette del Team Lotus a causa dei procedimenti giudiziari in atto a seguito del decesso di Jochen Rindt avvenuto sullo stesso circuito l'anno precedente.

## Risultati in Formula 1
| Anno | Team                  | Motore                  | Gomme | Piloti     |  |  |  |     |  |    |  |  |   |  |  | Punti | Pos. |
| ---- | --------------------- | ----------------------- | ----- | ---------- |  |  |  | --- |  | -- |  |  | - |  |  | ----- | ---- |
| 1971 | Lotus-Pratt & Whitney | Pratt & Whitney ST6B-70 | F     | Walker     |  |  |  | Rit |  |    |  |  |   |  |  | 0     | NC   |
| 1971 | Lotus-Pratt & Whitney | Pratt & Whitney ST6B-70 | F     | Wisell     |  |  |  |     |  | NC |  |  |   |  |  | 0     | NC   |
| 1971 | Lotus-Pratt & Whitney | Pratt & Whitney ST6B-70 | F     | Fittipaldi |  |  |  |     |  |    |  |  | 8 |  |  | 0     | NC   |

| Legenda | 1º posto     | 2º posto | 3º posto    | A punti         | Senza punti/Non class.  | Grassetto – Pole position Corsivo – Giro più veloce |
| Legenda | Squalificato | Ritirato | Non partito | Non qualificato | Solo prove/Terzo pilota | Grassetto – Pole position Corsivo – Giro più veloce |